# Pontificio collegio americano del Nord
Il pontificio collegio americano del Nord (Pontifical North American College) è uno dei collegi operanti in Roma con lo scopo di educare e formare sacerdoti cattolici. Il collegio accoglie in particolare seminaristi e sacerdoti di nazionalità statunitense, anche se studenti di altra nazionalità possono esservi eccezionalmente ammessi.

## Storia
Il collegio fu fondato da Pio IX nel 1859, su indicazione dei cardinali Nicholas Wiseman e Gaetano Bedini, con il nome di "Casa Santa Maria", in un convento già domenicano situato in via dell'Umiltà, ed assunse la denominazione attuale nel 1884. Divenuta insufficiente la sede originaria, il Collegio fu trasferito nel 1953 in un nuovo, grandioso edificio sorto nel parco di Villa Gabrielli sulla collina del Gianicolo, che fu inaugurato da Pio XII l'8 dicembre 1952, in occasione della solennità dell'Immacolata Concezione.  Casa Santa Maria e l'annessa Casa O'Toole fanno tuttora parte del collegio .
Il pontificio collegio americano del Nord è governato da un rettore; dal 2022 questi è padre Thomas W. Powers.

## Rettori
- Presbitero Bernard Smith, O.S.B. (1859 - 3 marzo 1860 dimesso) (pro-rettore)

- Presbitero William George McCloskey (3 marzo 1860 - 3 marzo 1868 nominato vescovo di Louisville)
- Presbitero Francis Silas Marean Chatard (1868 - 28 marzo 1878 nominato vescovo di Indianapolis)
- Monsignore Louis Edward Hostlot (9 dicembre 1878 - 1º febbraio 1884 deceduto)
  - Presbitero Augustin Joseph Schulte (30 maggio 1884 - 8 giugno 1885 dimesso) (pro-rettore)
- Presbitero Denis Joseph O'Connell (8 giugno 1885 - 1895 dimesso)
- Vescovo eletto William Henry O'Connell (1895 - 22 aprile 1901 dimesso)
- Arcivescovo Thomas Francis Kennedy (14 giugno 1901 - 28 agosto 1917 deceduto)
- Monsignore Charles O'Hern (1917 - 1925 dimesso)
- Monsignore Eugene S. Burke (1925 - 1935 dimesso)
- Vescovo Ralph Leo Hayes (26 ottobre 1935 - 16 novembre 1944 nominato vescovo di Davenport)
  - Presbitero J. Gerald Kealy (1945 - 1946 dimesso) (pro-rettore)
- Arcivescovo Martin John O'Connor (26 novembre 1946 - 1964 dimesso)
- Vescovo Francis Frederick Reh (5 settembre 1964 - 11 dicembre 1968 nominato vescovo di Saginaw)
- Vescovo James Aloysius Hickey (1º marzo 1969 - 5 giugno 1974 nominato vescovo di Cleveland)
- Monsignore Harold P. Darcy (1974 - 1979 dimesso)
- Monsignore Charles M. Murphy (1979 - 1984 dimesso)
- Monsignore Lawrence M. Purcell (1984 - 1990 dimesso)
- Monsignore Edwin Frederick O'Brien (1990 - 1994 dimesso)
- Monsignore Timothy Dolan (1994 - 19 giugno 2001 nominato vescovo ausiliare di Saint Louis)
- Monsignore Kevin P. McCoy (2001 - 2005 dimesso)
- Monsignore James Francis Checchio (12 dicembre 2005 - 1º febbraio 2016 dimesso)
- Presbitero Peter C. Harman, (1º febbraio 2016 - 30 marzo 2022 dimesso)
- Presbitero Thomas W. Powers, dal 30 marzo 2022

## Cappella maggiore
Nella cappella maggiore, al di sopra della cantoria in controfacciata, si trova l'organo a canne Mascioni opus 690, costruito nel 1953 su progetto di Fernando Germani. Lo strumento è a trasmissione elettropneumatica e dispone di 63 registri su tre manuali e pedale. Nella cripta vi è un organo positivo a 6 registri della ditta tedesca Woch, realizzato nel 2009.